# Natsuki Hanae
Natsuki Hanae (花江 夏樹 Hanae Natsuki?,  Prefectura de Kanagawa, Japón, 26 de junio de 1991) es un actor de voz, cantante y youtuber japonés afiliado a Across Entertainment.
Algunos de sus papeles más destacados incluyen el de Inaho Kaizuka en Aldnoah.Zero, Reita Toritsuka en Saiki Kusuo no Psi-nan, Quenser Barbotage en Heavy Object, Kōsei Arima en Shigatsu wa Kimi no Uso, Ken Kaneki en Tokyo Ghoul, Tanjirō Kamado en Kimetsu no Yaiba, Takumi Aldini en Shokugeki no Sōma, 9S en Nier: Automata, Taichi Yagami en Digimon Adventure Tri, Hikari Sakishima en Nagi no Asukara, Falco Grice en Shingeki no Kyojin, Vanitas en Vanitas no Carte, Masamune Makabe en Masamune-kun no Revenge y Kiri Haimura en Dansai Bunri no Crime Edge entre otros.

## Biografía
Hanae nació el 26 de junio de 1991 en la ciudad de Fujisawa, Prefectura de Kanagawa, Japón. Durante la escuela secundaria, decidió no continuar en la universidad y pensó en incorporarse directamente al mundo laboral. Entre sus aficiones estaba el canto, y mientras consideraba la posibilidad de convertirlo en su profesión, vio una retransmisión de Ōran High School Host Club, lo que lo inspiró a convertirse en actor de voz. Sin asistir a una escuela de formación de seiyūs, y motivado por su admiración hacia Kōichi Yamadera, envió a través del formulario de contacto del sitio oficial de Across Entertainment un mensaje manifestando su deseo de ser seiyū, junto con una muestra de voz. Tras tres meses de talleres y una audición, en noviembre de 2009 ingresó como miembro en periodo de prueba. En 2011, debutó como seiyū interpretando a Shunta Hayakawa en la ONA Golden☆Kids.
Tras dos años en periodo de prueba y trabajos menores, en 2012 pasó a ser miembro oficial de la agencia. Ese mismo año obtuvo su primer papel regular en televisión como Wien en Tari Tari, donde también compuso la música para los episodios 5 y 12. En paralelo, consiguió por primera vez un papel protagonista mediante audición, interpretando a Hikaru Sakishima en Nagi no Asukara, cuya emisión se produciría un año después. Sin embargo, en orden de emisión, su primer papel protagónico fue el de Kiri Haimura en Dansai Bunri no Crime Edge, y es este título el que suele citarse como su debut principal como protagonista.
En 2014, alcanzó gran popularidad con papeles destacados como Inaho Kaizuka en Aldnoah.Zero, Ken Kaneki en Tokyo Ghoul, y Kōsei Arima en Shigatsu wa Kimi no Uso, lo que marcó su gran salto a la fama. El año siguiente recibió el premio a Mejores Actores Revelación en la 9.ª edición de los Seiyū Awards.
En abril de 2015, se incorporó al programa Oha Suta como presentador regular de los jueves. A partir de abril de 2016, tras la salida de Kōichi Yamadera, asumió el papel de MC junto a Yūki Ono, alternándose según el día de la semana, y desde octubre de 2017 pasó a desempeñarlo en solitario.
El 7 de septiembre de 2016, debutó como artista con el lanzamiento de su primer sencillo, «Seishun wa Zankoku Janai» (青春は残酷じゃない?), tema de apertura del anime Saiki Kusuo no Psi-nan, bajo el sello ZERO-A / Nippon Columbia.
En 2017, recibió el premio a la Mejor Personalidad de Radio en la 11.ª edición de los Seiyū Awards.
En octubre de 2019, ganó el premio al Mejor Actor de Voz Masculino en los Newtype Anime Awards 2018-2019, mientras que Tanjirō Kamado, personaje que interpreta en Kimetsu no Yaiba, recibió el premio al Mejor Personaje Masculino. Ese mismo año, en la 14.ª edición de los Seiyū Awards, obtuvo por primera vez el premio al Mejor Actor Principal.
El 2 de octubre de 2020, dejó su puesto como presentador del programa Oha Suta. Además, en 2020 recibió el premio en la categoría de Actores de Voz en los Yahoo Japan Search Awards.
El 11 de octubre de 2020, participó junto a LiSA, Akari Kitō y Yoshitsugu Matsuoka en la ceremonia de iluminación del Tokyo Skytree, que se encendió con el color "Homura" (llama) en conmemoración del estreno de la película Kimetsu no Yaiba: Mugen Ressha-hen.
En 2023, recibió el Premio Influencer en la 17.ª edición de los Seiyū Awards.
El 3 de febrero de 2023, con motivo del estreno del evento mundial Kimetsu no Yaiba: Katanakaji no Sato-hen, apareció de forma sorpresiva en el evento de Setsubun celebrado en el templo Sensō-ji, donde junto a otros miembros del elenco lanzó frijoles a los asistentes como parte de la tradición japonesa para ahuyentar a los malos espíritus.

### Actividades como creador de contenido
Hasta junio de 2012, publicaba en Nico Nico Dōga videos de canto en la categoría “Utattemita” bajo el seudónimo Hanagoe, actividad que llegó a ser mencionada en revistas.
En diciembre de 2018, abrió su canal de YouTube y comenzó a transmitir videos de gameplays. Desde abril de 2020, también realiza transmisiones en vivo junto a Kenshō Ono a través de la plataforma Mildom. En septiembre de 2020, fue elegido por adolescentes como el número 1 en la lista “Top 10 de celebridades divertidas en YouTube”.
Hanae ha explicado que comenzó en YouTube porque, dado que muchos contenidos relacionados con actores de voz requieren pago, quería ofrecer algo que pudiera verse gratis, además de sumar nuevas “armas” para su carrera como seiyū. Su actividad en YouTube es completamente independiente y su agencia no interviene, ni siquiera en el tema de honorarios. La edición de los videos la realiza él mismo o la comparten con colaboradores como Limone-sensei y Shiruko (del grupo BinTRoLL).
El 5 de enero de 2022 inició también actividades en China, con la apertura de una cuenta oficial en Bilibili.

## Vida personal
El apellido “Hanae” es un nombre artístico elegido por su agencia a partir de una lista de opciones que él mismo propuso, mientras que “Natsuki” es su nombre real. La mayoría de sus colegas lo llaman “Hanae-kun” por su nombre artístico, aunque Yoshitsugu Matsuoka, con quien ha trabajado con frecuencia, lo llama por su nombre real, “Natsuki”.
Admira al actor de voz Kōichi Yamadera, y aspira a ser un seiyū tan querido como Daisuke Namikawa en el futuro. Entre sus amigos cercanos dentro de la industria menciona a Kenshō Ono, Yoshihisa Kawahara, Sōma Saitō, Takuya Eguchi y Kaito Ishikawa; también mantiene una relación de amistad con el cantante Tomohisa Sako.
Es fan de la saga Super Sentai desde el jardín de infancia hasta el segundo año de secundaria, especialmente de Kyōryū Sentai Zyuranger, Gosei Sentai Dairanger y Ninja Sentai Kakuranger, que seguía con gran entusiasmo.
El 27 de agosto de 2016, anunció su matrimonio con una mujer, de la cual no reveló el nombre, durante el programa A&G TRIBAL RADIO Edison. El 20 de septiembre de 2020, anunció a través de su cuenta de Twitter el nacimiento de sus hijas gemelas.

## Filmografía
Los papeles principales están en negrita

### Anime

#### Series de televisión
| Año  | Título                                                               | Rol                                         | Refs.                   |
| ---- | -------------------------------------------------------------------- | ------------------------------------------- | ----------------------- |
| 1979 | Doraemon                                                             | Comerciante                                 | [ 52 ] [ 53 ] [ 7 ]     |
| 1999 | One Piece                                                            | All-Hunt Grount                             | [ 52 ] [ 53 ] [ 7 ]     |
| 2011 | Ben-To                                                               | Miembro del club de juegos de supervivencia | [ 52 ] [ 53 ] [ 7 ]     |
| 2011 | Kimi to Boku                                                         | Miembro del Consejo Estudiantil             | [ 52 ] [ 53 ] [ 7 ]     |
| 2012 | Joshiraku                                                            | Secuaz; Príncipe; Repartidor 1              | [ 52 ] [ 53 ] [ 7 ]     |
| 2012 | Koi to Senkyo to Chocolate                                           | Manager D                                   | [ 52 ] [ 53 ] [ 7 ]     |
| 2012 | Sakura-sō no Pet na Kanojo                                           | Niño B; Zebra; Estudiante de último año A   | [ 52 ] [ 53 ] [ 7 ]     |
| 2012 | Suki-tte ii na yo                                                    | Estudiante                                  | [ 52 ] [ 53 ] [ 7 ]     |
| 2012 | Tari Tari                                                            | Atsuhiro Maeda                              | [ 54 ]                  |
| 2012 | To Love-Ru Darkness                                                  | Estudiante                                  | [ 52 ] [ 53 ] [ 7 ]     |
| 2012 | Little Busters!                                                      | Estudiante D                                | [ 52 ] [ 53 ] [ 7 ]     |
| 2013 | AKB0048 next stage                                                   | Fan B                                       | [ 52 ] [ 53 ] [ 7 ]     |
| 2013 | Ore no Kanojo to Osananajimi ga Shuraba Sugiru                       | Sakagami                                    | [ 52 ] [ 53 ] [ 7 ]     |
| 2013 | Samurai Flamenco                                                     | Chico de secundaria B; Tromboy              | [ 52 ] [ 53 ] [ 7 ]     |
| 2013 | Suisei no Gargantia                                                  | Extras                                      | [ 52 ] [ 53 ] [ 7 ]     |
| 2013 | To Aru Kagaku no Railgun S                                           | Miembro del personal; Anunciador            | [ 52 ] [ 53 ] [ 7 ]     |
| 2013 | Little Busters! Refrain                                              | Estudiante B                                | [ 52 ] [ 53 ] [ 7 ]     |
| 2013 | Ro-Kyu-Bu! SS                                                        | Niño 1                                      | [ 52 ] [ 53 ] [ 7 ]     |
| 2013 | Dansai Bunri no Crime Edge                                           | Kiri Haimura                                | [ 55 ] [ 56 ]           |
| 2013 | Hataraku Maō-sama!                                                   | Kotarō Nakayama                             | [ 52 ] [ 53 ] [ 7 ]     |
| 2013 | Nagi no Asukara                                                      | Hikari Sakishima                            | [ 57 ]                  |
| 2013 | Outbreak Company                                                     | Shin'ichi Kanō                              | [ 58 ]                  |
| 2013 | Strike the Blood                                                     | Meiga Itogami                               | [ 52 ] [ 53 ] [ 7 ]     |
| 2013 | Diamond no Ace                                                       | Haruichi Kominato                           | [ 59 ]                  |
| 2014 | Noragami                                                             | Hashimoto                                   | [ 52 ] [ 53 ] [ 7 ]     |
| 2014 | Toaru Hikūshi e no Koiuta                                            | Kal-el Albus / Karl La Hire                 | [ 60 ]                  |
| 2014 | Hamatora The Animation                                               | Shinji Toyosaki                             | [ 52 ] [ 53 ] [ 7 ]     |
| 2014 | Sekai Seifuku: Bōryaku no Zvezda                                     | Asuta Jimon / Dva                           | [ 61 ]                  |
| 2014 | Inari, Konkon, Koi Iroha.                                            | Roro                                        | [ 52 ] [ 53 ] [ 7 ]     |
| 2014 | Kenzen Robo Daimidaler                                               | Shōma Ameku                                 | [ 62 ]                  |
| 2014 | Yu☆Gi☆Oh! Arc-V                                                      | Hokuto Shijima                              | [ 52 ] [ 53 ] [ 7 ]     |
| 2014 | Dragon Collection                                                    | Zakko                                       | [ 52 ] [ 53 ] [ 7 ]     |
| 2014 | Tokyo Ghoul                                                          | Ken Kaneki                                  | [ 63 ]                  |
| 2014 | Sword Art Online II                                                  | Kyōji Shinkawa / Spiegel                    | [ 52 ] [ 53 ] [ 7 ]     |
| 2014 | Aldnoah.Zero                                                         | Inaho Kaizuka                               | [ 64 ]                  |
| 2014 | Orenchi no Furo Jijō                                                 | Mikuni                                      | [ 65 ]                  |
| 2014 | Shigatsu wa Kimi no Uso                                              | Kōsei Arima                                 | [ 66 ]                  |
| 2015 | Absolute Duo                                                         | Aoi Torasaki                                | [ 67 ]                  |
| 2015 | Tokyo Ghoul √A                                                       | Ken Kaneki                                  | [ 68 ]                  |
| 2015 | Aldnoah.Zero Part 2                                                  | Inaho Kaizuka                               | [ 69 ]                  |
| 2015 | Junketsu no Maria                                                    | Gilbert                                     | [ 70 ]                  |
| 2015 | Shokugeki no Sōma                                                    | Takumi Aldini                               | [ 71 ]                  |
| 2015 | Arslan Senki                                                         | Elam                                        | [ 72 ]                  |
| 2015 | Baby Steps 2nd Season                                                | Krishna Ramesh                              | [ 73 ]                  |
| 2015 | Diamond no Ace: Second Season                                        | Haruichi Kominato                           | [ 74 ]                  |
| 2015 | Mikagura Gakuen Kumikyoku                                            | Yūto Akama                                  | [ 75 ]                  |
| 2015 | Gangsta.                                                             | Nicolas Brown (joven)                       | [ 52 ] [ 53 ] [ 7 ]     |
| 2015 | Dragon Ball Super                                                    | Jaco Teirimentenpibosshi                    | [ 52 ] [ 53 ] [ 7 ]     |
| 2015 | Charlotte                                                            | Maedomari                                   | [ 52 ] [ 53 ] [ 7 ]     |
| 2015 | Jitsu wa Watashi wa                                                  | Asahi Kuromine                              | [ 76 ]                  |
| 2015 | Overlord                                                             | Lukeluther Volve                            | [ 52 ] [ 53 ] [ 7 ]     |
| 2015 | Makura no Danshi                                                     | Merry                                       | [ 77 ]                  |
| 2015 | Heavy Object                                                         | Qwenthur Barbotage                          | [ 78 ]                  |
| 2015 | Mobile Suit Gundam: Iron-Blooded Orphans                             | Biscuit Griffon                             | [ 79 ]                  |
| 2015 | Star-Myu                                                             | Yūta Hoshitani                              | [ 80 ]                  |
| 2016 | Prince of Stride: Alternative                                        | Ryō Izumino; Yū Kamoda                      | [ 81 ]                  |
| 2016 | HaruChika: Haruta to Chika wa Seishun suru                           | Shinjirō Kusakabe                           | [ 82 ]                  |
| 2016 | Active Raid: Kidō Kyōshūshitsu Dai Hachi Gakari                      | Mythos                                      | [ 83 ]                  |
| 2016 | Divine Gate                                                          | Ariton                                      | [ 84 ]                  |
| 2016 | Rilu Rilu Fairilu: Yōsei no Door                                     | Nozomu Hanamura; Ojigisō                    | [ 85 ]                  |
| 2016 | Sōsei no Onmyōji                                                     | Rokuro Enmadō                               | [ 86 ]                  |
| 2016 | Shōnen Maid                                                          | Ryūji                                       | [ 52 ] [ 53 ] [ 7 ]     |
| 2016 | Shokugeki no Sōma: Ni no Sara                                        | Takumi Aldini                               | [ 87 ]                  |
| 2016 | Arslan Senki: Fūjin Ranbu                                            | Elam                                        | [ 52 ] [ 53 ] [ 7 ]     |
| 2016 | B-Project: Kodō*Ambitious                                            | Yūta Ashū                                   | [ 88 ]                  |
| 2016 | Days                                                                 | Shūji Narukami                              | [ 52 ] [ 53 ] [ 7 ]     |
| 2016 | Saiki Kusuo no Psi-nan                                               | Reita Toritsuka                             | [ 89 ]                  |
| 2016 | D.Gray-man Hallow                                                    | Lavi                                        | [ 52 ] [ 53 ] [ 7 ]     |
| 2016 | Fate/kaleid liner Prisma☆Illya 3rei!!                                | Julian Ainsworth                            | [ 52 ] [ 53 ] [ 7 ]     |
| 2016 | Active Raid: Kidō Kyōshūshitsu Dai Hachi Gakari 2nd                  | Mythos                                      | [ 90 ]                  |
| 2016 | Shūmatsu no Izetta                                                   | Rickert Bisterfelt                          | [ 52 ] [ 53 ] [ 7 ]     |
| 2016 | Gakuen Handsome                                                      | Yoshiki Maeda                               | [ 91 ]                  |
| 2016 | All Out!!                                                            | Sunao Osaka                                 | [ 52 ] [ 53 ] [ 7 ]     |
| 2017 | Masamune-kun no Revenge                                              | Masamune Makabe                             | [ 92 ]                  |
| 2017 | Demi-chan wa Kataritai                                               | Sōma                                        | [ 52 ] [ 53 ] [ 7 ]     |
| 2017 | Yowamushi Pedal: New Generation                                      | Takadajō                                    | [ 52 ] [ 53 ] [ 7 ]     |
| 2017 | Star-Myu 2nd Season                                                  | Yūta Hoshitani                              | [ 93 ]                  |
| 2017 | Rilu Rilu Fairilu: Mahō no Kagami                                    | Nozomu Hanamura; Ojigisō                    | [ 94 ]                  |
| 2017 | Ani ni Tsukeru Kusuri wa Nai!                                        | Sui Wan                                     | [ 52 ] [ 53 ] [ 7 ]     |
| 2017 | Room Mate                                                            | Aoi Nishina                                 | [ 52 ] [ 53 ] [ 7 ]     |
| 2017 | Fate/Apocrypha                                                       | Sieg                                        | [ 52 ] [ 53 ] [ 7 ]     |
| 2017 | Katsugeki/Tōken Ranbu                                                | Higekiri                                    | [ 52 ] [ 53 ] [ 7 ]     |
| 2017 | Gamers!                                                              | Eiichi Misumi                               | [ 52 ] [ 53 ] [ 7 ]     |
| 2017 | Sengoku Night Blood                                                  | Toyotomi Hideyoshi                          | [ 95 ]                  |
| 2017 | Black Clover                                                         | Rill Boismortier; Lira                      | [ 52 ] [ 53 ] [ 7 ]     |
| 2017 | Shokugeki no Sōma: San no Sara                                       | Takumi Aldini                               | [ 96 ]                  |
| 2017 | Tsukipro The Animation                                               | Rikka Sera                                  | [ 97 ]                  |
| 2017 | Kujira no Kora wa Sajō ni Utau                                       | Chakuro                                     | [ 98 ]                  |
| 2018 | Cardcaptor Sakura: Clear Card-hen                                    | Yuna D. Kaito                               | [ 52 ] [ 53 ] [ 7 ]     |
| 2018 | Zoku Tōken Ranbu: Hanamaru                                           | Higekiri                                    | [ 52 ] [ 53 ] [ 7 ]     |
| 2018 | Yowamushi Pedal: Glory Line                                          | Takadajō                                    | [ 52 ] [ 53 ] [ 7 ]     |
| 2018 | Hakata Tonkotsu Ramens                                               | Shiva                                       | [ 52 ] [ 53 ] [ 7 ]     |
| 2018 | Saiki Kusuo no Psi-nan 2                                             | Reita Toritsuka                             | [ 52 ] [ 53 ] [ 7 ]     |
| 2018 | Beyblade Burst Chōzetsu                                              | Xavier Bogard                               | [ 52 ] [ 53 ] [ 7 ]     |
| 2018 | Tokyo Ghoul:re                                                       | Ken Kaneki / Haise Sasaki                   | [ 99 ]                  |
| 2018 | Inazuma Eleven: Ares no Tenbin                                       | Hiro Okuiri                                 | [ 52 ] [ 53 ] [ 7 ]     |
| 2018 | Piano no Mori                                                        | Shūhei Amamiya                              | [ 100 ]                 |
| 2018 | Shokugeki no Sōma: San no Sara - Tōtsuki Ressha-hen                  | Takumi Aldini                               | [ 101 ]                 |
| 2018 | Last Period: Owarinaki Rasen no Monogatari                           | Haru                                        | [ 102 ]                 |
| 2018 | Senjūshi                                                             | Margarita                                   | [ 52 ] [ 53 ] [ 7 ]     |
| 2018 | Back Street Girls: Gokudolls                                         | Kimura                                      | [ 52 ] [ 53 ] [ 7 ]     |
| 2018 | Ani ni Tsukeru Kusuri wa Nai! 2                                      | Sui Wan; Xing Wan; Sam                      | [ 103 ]                 |
| 2018 | Happy Sugar Life                                                     | Taiyō Mitsuboshi                            | [ 104 ]                 |
| 2018 | Grand Blue                                                           | Yū Mitarai                                  | [ 105 ]                 |
| 2018 | Tensei Shitara Slime Datta Ken                                       | Yūki Kagurazaka                             | [ 52 ] [ 53 ] [ 7 ]     |
| 2018 | Tokyo Ghoul: re 2nd Season                                           | Ken Kaneki / Haise Sasaki                   | [ 106 ]                 |
| 2018 | Merc Storia: Mukiryoku no Shōnen to Bin no Naka no Shōjo             | Orthos                                      | [ 52 ] [ 53 ] [ 7 ]     |
| 2018 | Hangyakusei Million Arthur                                           | Kakka Arthur                                | [ 107 ]                 |
| 2019 | B-Project: Zecchō*Emotion                                            | Yūta Ashū                                   | [ 52 ] [ 53 ] [ 7 ]     |
| 2019 | Piano no Mori 2nd Season                                             | Shūhei Amamiya                              | [ 108 ]                 |
| 2019 | Diamond no Ace: Act II                                               | Haruichi Kominato                           | [ 109 ]                 |
| 2019 | Hangyakusei Million Arthur 2nd Season                                | Kakka Arthur                                | [ 52 ] [ 53 ] [ 7 ]     |
| 2019 | Beyblade Burst Gachi                                                 | Fumiya Kindo                                | [ 52 ] [ 53 ] [ 7 ]     |
| 2019 | Kimetsu no Yaiba                                                     | Tanjirō Kamado                              | [ 110 ]                 |
| 2019 | Kono Oto Tomare!                                                     | Takeru Kurata                               | [ 111 ]                 |
| 2019 | Star-Myu 3rd Season                                                  | Yūta Hoshitani                              | [ 52 ] [ 53 ] [ 7 ]     |
| 2019 | Araburu Kisetsu no Otome-domo yo                                     | Satoru Sugimoto                             | [ 52 ] [ 53 ] [ 7 ]     |
| 2019 | Kabukichō Sherlock                                                   | Harry Evans                                 | [ 52 ] [ 53 ] [ 7 ]     |
| 2019 | Ensemble Stars!                                                      | Hiyori Tomoe                                | [ 112 ]                 |
| 2019 | Ani ni Tsukeru Kusuri wa Nai! 3                                      | Sui Wan; Xing Wan                           | [ 113 ]                 |
| 2019 | Stand My Heroes: Piece of Truth                                      | Kōtarō Yui                                  | [ 114 ]                 |
| 2019 | Hoshiai no Sora                                                      | Maki Katsuragi                              | [ 115 ]                 |
| 2019 | Shokugeki no Sōma: Shin no Sara                                      | Takumi Aldini                               | [ 116 ]                 |
| 2020 | Runway de Waratte                                                    | Ikuto Tsumura                               | [ 117 ]                 |
| 2020 | Haikyū!! To the Top                                                  | Kōrai Hoshiumi                              | [ 118 ]                 |
| 2020 | Kakushigoto                                                          | Satsuki Tomaruin                            | [ 119 ]                 |
| 2020 | Yu☆Gi☆Oh! Sevens                                                     | Gakuto Sōgetsu                              | [ 120 ]                 |
| 2020 | Yesterday wo Utatte                                                  | Rō Hayakawa                                 | [ 121 ]                 |
| 2020 | Gleipnir                                                             | Shūichi Kagaya                              | [ 122 ]                 |
| 2020 | Kingdom 3rd Season                                                   | Fu Di                                       | [ 123 ]                 |
| 2020 | Appare-Ranman!                                                       | Appare Sorano                               | [ 124 ]                 |
| 2020 | Shokugeki no Sōma: Gō no Sara                                        | Takumi Aldini                               | [ 125 ]                 |
| 2020 | Get Up! Get Live! #Geragera                                          | Junya Uehara                                | [ 126 ]                 |
| 2020 | Ani ni Tsukeru Kusuri wa Nai! 4                                      | Sui Wan; Xing Wan                           | [ 127 ]                 |
| 2020 | Haikyū!! To the Top Part 2                                           | Kōrai Hoshiumi                              | [ 128 ]                 |
| 2020 | Ikebukuro West Gate Park                                             | Tomomi Isogai                               | [ 52 ] [ 53 ] [ 7 ]     |
| 2020 | Kami-sama ni Natta Hi                                                | Yōta Narukami                               | [ 129 ]                 |
| 2020 | Osomatsu-san 3rd Season                                              | Nuevo Osomatsu                              | [ 52 ] [ 53 ] [ 7 ]     |
| 2020 | Kaoru no Taisetsu na Mono                                            | Kaoru                                       | [ 52 ] [ 53 ] [ 7 ]     |
| 2020 | Shingeki no Kyojin: The Final Season Part 1                          | Falco Grice                                 | [ 130 ]                 |
| 2021 | I★Chu: Halfway Through the Idol                                      | Noah                                        | [ 131 ]                 |
| 2021 | Kemono Jihen                                                         | Shiki Tademaru                              | [ 132 ]                 |
| 2021 | Skate-Leading☆Stars                                                  | Yukimitsu Mochizuki                         | [ 133 ]                 |
| 2021 | Shakunetsu Kabaddi                                                   | Manabu Sakura                               | [ 134 ]                 |
| 2021 | Odd Taxi                                                             | Hiroshi Odokawa                             | [ 135 ]                 |
| 2021 | Tokyo Revengers                                                      | Hajime Kokonoi                              | [ 136 ]                 |
| 2021 | Itazuraguma no Gloomy                                                | Pity-kun                                    | [ 137 ]                 |
| 2021 | Vanitas no Carte                                                     | Vanitas                                     | [ 138 ]                 |
| 2021 | Shinigami Bocchan to Kuro Maid                                       | Duque de la Muerte                          | [ 139 ]                 |
| 2021 | Re-Main                                                              | Takeshi Toyama                              | [ 140 ]                 |
| 2021 | Tensei Shitara Slime Datta Ken 2nd Season Part 2                     | Yūki Kagurazaka                             | [ 52 ] [ 53 ] [ 7 ]     |
| 2021 | Uramichi Oniisan                                                     | Eddy Edei                                   | [ 141 ]                 |
| 2021 | Tsuki ga Michibiku Isekai Dōchū                                      | Makoto Misumi                               | [ 142 ]                 |
| 2021 | Tsukipro The Animation 2                                             | Rikka Sera                                  | [ 143 ]                 |
| 2021 | Chickip Dancers                                                      | Hone Chicken                                | [ 52 ] [ 53 ] [ 7 ]     |
| 2021 | Platinum End                                                         | Revel                                       | [ 144 ]                 |
| 2021 | Kimetsu no Yaiba: Mugen Ressha-hen Arc TV                            | Tanjirō Kamado                              | [ 145 ]                 |
| 2022 | Kimetsu no Yaiba: Yukaku-hen                                         | Tanjirō Kamado                              | [ 146 ]                 |
| 2022 | Orient                                                               | Kanetatsu Naoe                              | [ 147 ]                 |
| 2022 | Shingeki no Kyojin: The Final Season Part 2                          | Falco Grice                                 | [ 148 ] [ 149 ]         |
| 2022 | Sabikui Bisco                                                        | Milo Nekoyanagi                             | [ 150 ]                 |
| 2022 | Heike Monogatari                                                     | Taira no Kiyotsune                          | [ 151 ]                 |
| 2022 | Vanitas no Carte Part 2                                              | Vanitas                                     | [ 152 ]                 |
| 2022 | Love All Play                                                        | Ryō Mizushima                               | [ 153 ]                 |
| 2022 | Gunjō no Fanfāre                                                     | Amane Grace                                 | [ 154 ]                 |
| 2022 | Yu☆Gi☆Oh! Go Rush!!                                                  | Manabu Sōgetsu                              | [ 155 ]                 |
| 2022 | Insect Land                                                          | Accel                                       | [ 156 ]                 |
| 2022 | Paripi Kōmei                                                         | Fan de Eiko                                 | [ 52 ] [ 53 ] [ 7 ]     |
| 2022 | RPG Fudōsan                                                          | Momo-chan                                   | [ 52 ] [ 53 ] [ 7 ]     |
| 2022 | Heroine Tarumono! Kiraware Heroine to Naisho no Oshigoto             | Kotarō Enomoto                              | [ 157 ]                 |
| 2022 | Kingdom 4th Season                                                   | Fu Di                                       | [ 158 ]                 |
| 2022 | Summer Time Rendering                                                | Shinpei Ajiro                               | [ 159 ]                 |
| 2022 | Shin Tennis no Ōjisama: U-17 World Cup                               | Prince Ludovic Chardard                     | [ 160 ]                 |
| 2022 | Chimimo                                                              | Yagippa                                     | [ 52 ] [ 53 ] [ 7 ]     |
| 2022 | Isekai Yakkyoku                                                      | Kanji Yakutani                              | [ 52 ] [ 53 ] [ 7 ]     |
| 2022 | Orient: Awajishima Gekitō-hen                                        | Kanetatsu Naoe                              | [ 161 ]                 |
| 2022 | Hataraku Maō-sama!!                                                  | Kōtarō Nakayama                             | [ 162 ]                 |
| 2022 | Mobile Suit Gundam: The Witch from Mercury                           | Elan Ceres                                  | [ 163 ]                 |
| 2022 | Vazzrock The Animation                                               | Rikka Sera                                  | [ 52 ] [ 53 ] [ 7 ]     |
| 2022 | Blue Lock                                                            | Ikki Niko                                   | [ 164 ]                 |
| 2022 | Chainsaw Man                                                         | Beam                                        | [ 165 ]                 |
| 2022 | Bleach: Sennen Kessen-hen                                            | Gremmy Thoumeaux                            | [ 166 ]                 |
| 2023 | Nier: Automata Ver1.1a                                               | 9S                                          | [ 167 ]                 |
| 2023 | Tokyo Revengers: Seiya Kessen-hen                                    | Hajime Kokonoi                              | [ 168 ]                 |
| 2023 | Shingeki no Kyojin: The Final Season Part 3                          | Falco Grice                                 | [ 169 ] [ 170 ]         |
| 2023 | Yamada-kun to Lv999 no Koi wo Suru                                   | Eita Sasaki                                 | [ 171 ]                 |
| 2023 | Opus Colors                                                          | Jun Tsuzuki                                 | [ 172 ]                 |
| 2023 | Mashle                                                               | Cell War                                    | [ 173 ]                 |
| 2023 | Kimetsu no Yaiba: Katanakaji no Sato-hen                             | Tanjirō Kamado                              | [ 174 ]                 |
| 2023 | Mobile Suit Gundam: The Witch from Mercury Season 2                  | Elan Ceres                                  | [ 52 ] [ 53 ] [ 7 ]     |
| 2023 | Masamune-kun no Revenge R                                            | Masamune Makabe                             | [ 175 ]                 |
| 2023 | Bleach: Sennen Kessen-hen - Ketsubetsu-tan                           | Gremmy Thoumeaux                            | [ 176 ] [ 177 ]         |
| 2023 | AI no Idenshi                                                        | Shinohara                                   | [ 52 ] [ 53 ] [ 7 ]     |
| 2023 | Shinigami Bocchan to Kuro Maid 2nd Season                            | Duque de la Muerte                          | [ 178 ] [ 179 ]         |
| 2023 | Captain Tsubasa Season 2: Junior Youth-hen                           | Mitsuru                                     | [ 52 ] [ 53 ] [ 7 ]     |
| 2023 | B-Project: Netsuretsu*Love Call                                      | Yūta Ashū                                   | [ 52 ] [ 53 ] [ 7 ]     |
| 2023 | Paradox Live the Animation                                           | Ryūta Natsume                               | [ 180 ]                 |
| 2023 | Tokyo Revengers: Tenjiku-hen                                         | Hajime Kokonoi                              | [ 181 ]                 |
| 2023 | Keiken Zumi na Kimi to, Keiken Zero na Ore ga, Otsukiai Suru Hanashi | Ryūto Kashima                               | [ 182 ]                 |
| 2023 | Undead Unluck                                                        | Shen Xiang                                  | [ 183 ]                 |
| 2023 | Hikikomari Kyūketsu Hime no Monmon                                   | Chaostel Conte                              | [ 184 ]                 |
| 2024 | Mashle: Kami Satoru-sha Kōho Senbatsu Shiken-hen                     | Cell War                                    | [ 185 ] [ 186 ]         |
| 2024 | Tsuki ga Michibiku Isekai Dōchū Season 2                             | Makoto Misumi                               | [ 187 ] [ 188 ]         |
| 2024 | Tensei Shitara Slime Datta Ken 3rd Season                            | Yūki Kagurazaka                             | [ 189 ]                 |
| 2024 | Shinigami Bocchan to Kuro Maid 3rd Season                            | Duque de la Muerte                          | [ 190 ] [ 191 ]         |
| 2024 | Kimetsu no Yaiba: Hashira Geiko-hen                                  | Tanjirō Kamado                              | [ 192 ] [ 193 ]         |
| 2024 | Nier: Automata Ver1.1a Part 2                                        | 9S                                          | [ 194 ] [ 195 ] [ 196 ] |
| 2024 | Koi wa Futago de Warikirenai                                         | Mizuma Sakaguchi                            | [ 52 ] [ 53 ] [ 7 ]     |
| 2024 | Bye Bye, Earth                                                       | Kitty the All                               | [ 197 ]                 |
| 2024 | Dandadan                                                             | Ken Takakura / Okarun                       | [ 198 ]                 |
| 2024 | Blue Lock vs. U-20 Japan                                             | Ikki Niko                                   | [ 199 ] [ 200 ] [ 201 ] |
| 2024 | Shangri-La Frontier 2nd Season                                       | Ceecrue                                     | [ 202 ]                 |
| 2025 | Sakamoto Days                                                        | Yoichi Nagumo                               | [ 203 ]                 |
| 2025 | Bye Bye, Earth 2nd Season                                            | Kitty the All                               | [ 204 ]                 |
| 2025 | Wind Breaker Season 2                                                | Shūhei Suzuri                               | [ 52 ] [ 53 ] [ 7 ]     |
| 2025 | Ore wa Seikan Kokka no Akutoku Ryōshu!                               | Liam Sera Banfield                          | [ 205 ]                 |
| 2025 | Apocalypse Hotel                                                     | Ponstin                                     | [ 206 ]                 |
| 2025 | Dandadan 2nd Season                                                  | Ken Takakura / Okarun                       | [ 207 ] [ 208 ]         |
| 2025 | Grand Blue Season 2                                                  | Yū Mitarai                                  | [ 209 ] [ 210 ]         |
| 2025 | Tōgen Anki                                                           | Jūji Yusurube                               | [ 211 ]                 |
| 2025 | Sakamoto Days Part 2                                                 | Yoichi Nagumo                               | [ 212 ] [ 213 ]         |
| 2026 | Diamond no Ace: Act II Second Season                                 | Haruichi Kominato                           | [ 214 ]                 |
| 2026 | Tokyo Revengers: Santen Sensō-hen                                    | Hajime Kokonoi                              | [ 215 ] [ 216 ]         |
| 2026 | Dead Account                                                         | Renri Hasumi                                | [ 217 ]                 |

#### Películas
| Año  | Título                                                           | Rol                      | Refs.                   |
| ---- | ---------------------------------------------------------------- | ------------------------ | ----------------------- |
| 2013 | Code Geass: Bōkoku no Akito 2 - Hikisakareshi Yokuryū            | Kuzan Montoban           | [ 218 ]                 |
| 2014 | Kuro no Su: Chronus                                              | Makoto Nakazono          | [ 52 ] [ 53 ] [ 7 ]     |
| 2015 | Dragon Ball Z Movie 15: Fukkatsu no "F"                          | Jaco Teirimentenpibosshi | [ 52 ] [ 53 ] [ 7 ]     |
| 2015 | Code Geass: Bōkoku no Akito 4 - Nikushimi no Kioku kara          | Kuzan Montoban           | [ 52 ] [ 53 ] [ 7 ]     |
| 2016 | Digimon Adventure tri. 1: Saikai                                 | Taichi Yagami            | [ 219 ]                 |
| 2016 | Code Geass: Bōkoku no Akito 5 - Itoshiki Mono-tachi e            | Kuzan Montoban           | [ 52 ] [ 53 ] [ 7 ]     |
| 2016 | Digimon Adventure tri. 2: Ketsui                                 | Taichi Yagami            | [ 52 ] [ 53 ] [ 7 ]     |
| 2016 | Zutto Mae kara Suki deshita. Kokuhaku Jikkō Iinkai               | Kotarō Enomoto           | [ 52 ] [ 53 ] [ 7 ]     |
| 2016 | Digimon Adventure tri. 3: Kokuhaku                               | Taichi Yagami            | [ 52 ] [ 53 ] [ 7 ]     |
| 2016 | Suki ni Naru Sono Shunkan wo. Kokuhaku Jikkō Iinkai              | Kotarō Enomoto           | [ 52 ] [ 53 ] [ 7 ]     |
| 2017 | Digimon Adventure tri. 4: Sōshitsu                               | Taichi Yagami            | [ 52 ] [ 53 ] [ 7 ]     |
| 2017 | Overlord Movie 1: Fushisha no Ō                                  | Lukeluther Volve         | [ 52 ] [ 53 ] [ 7 ]     |
| 2017 | Koisuru Shirokuma                                                | Azarashi-kun             | [ 220 ]                 |
| 2017 | Overlord Movie 2: Shikkoku no Eiyū                               | Lukeluther Volve         | [ 52 ] [ 53 ] [ 7 ]     |
| 2017 | Genbanojō                                                        | Shinzaemon               | [ 52 ] [ 53 ] [ 7 ]     |
| 2017 | Fate/kaleid liner Prisma☆Illya Movie: Sekka no Chikai            | Julian Ainsworth         | [ 221 ]                 |
| 2017 | Digimon Adventure tri. 5: Kyōsei                                 | Taichi Yagami            | [ 52 ] [ 53 ] [ 7 ]     |
| 2017 | Tōken Ranbu: Hanamaru - Makuai Kaisōroku                         | Higekiri                 | [ 52 ] [ 53 ] [ 7 ]     |
| 2018 | Mazinger Z Movie: Infinity                                       | Shiro Kabuto             | [ 52 ] [ 53 ] [ 7 ]     |
| 2018 | Digimon Adventure tri. 6: Bokura no Mirai                        | Taichi Yagami            | [ 52 ] [ 53 ] [ 7 ]     |
| 2019 | Fate/kaleid liner Prisma☆Illya: Prisma☆Phantasm                  | Julian Ainsworth         | [ 52 ] [ 53 ] [ 7 ]     |
| 2019 | Ta ga Tame no Alchemist                                          | Logi                     | [ 52 ] [ 53 ] [ 7 ]     |
| 2020 | Digimon Adventure: Last Evolution Kizuna                         | Taichi Yagami            | [ 222 ]                 |
| 2020 | Kimetsu no Yaiba: Mugen Ressha-hen                               | Tanjirō Kamado           | [ 223 ]                 |
| 2021 | Gyokō no Nikuko-chan                                             | Ninomiya                 | [ 224 ]                 |
| 2021 | Kakushigoto Movie                                                | Satsuki Tomaruin         | [ 225 ]                 |
| 2021 | Cider no Yō ni Kotoba ga Wakiagaru                               | Japan                    | [ 226 ]                 |
| 2021 | Fate/kaleid liner Prisma☆Illya Movie: Licht - Namae no Nai Shōjo | Julian Ainsworth         | [ 52 ] [ 53 ] [ 7 ]     |
| 2022 | Goodbye, Don Glees!                                              | Rōma Kamogawa            | [ 227 ]                 |
| 2022 | Odd Taxi Movie: In the Woods                                     | Hiroshi Odokawa          | [ 228 ]                 |
| 2022 | Toku: Tōken Ranbu - Hanamaru - Setsugetsuka                      | Higekiri                 | [ 52 ] [ 53 ] [ 7 ]     |
| 2022 | Crayon Shin-chan Movie 30: Mononoke Ninja Chinpūden              | Gomaemon Hesogakure      | [ 229 ]                 |
| 2022 | Zannen na Ikimono Jiten the Movie                                | Leroy                    | [ 52 ] [ 53 ] [ 7 ]     |
| 2022 | Delicious Party♡Precure Movie: Yume Miru Oko-sama Lunch!         | Cait Sith                | [ 52 ] [ 53 ] [ 7 ]     |
| 2023 | Sasaki to Miyano Movie: Sotsugyō-hen                             | Jūya Niibashi            | [ 52 ] [ 53 ] [ 7 ]     |
| 2023 | Hirano to Kagiura                                                | Jūya Niibashi            | [ 52 ] [ 53 ] [ 7 ]     |
| 2023 | Black Clover: Mahō Tei no Ken                                    | Rill Boismortier         | [ 230 ]                 |
| 2023 | Ōyukiumi no Kaina: Hoshi no Kenja                                | Byōzan                   | [ 231 ]                 |
| 2024 | Haikyū!! Movie: Gomisuteba no Kessen                             | Kōrai Hoshiumi           | [ 52 ] [ 53 ] [ 7 ]     |
| 2024 | Blue Lock: Episode Nagi                                          | Ikki Niko                | [ 52 ] [ 53 ] [ 7 ]     |
| 2024 | Sū-funkan no Yell wo                                             | Kanata Asaya             | [ 232 ]                 |
| 2024 | Zegapain: STA                                                    | Sid                      | [ 233 ]                 |
| 2024 | Shingeki no Kyojin Movie: Kanketsu-hen - The Last Attack         | Falco Grice              | [ 234 ]                 |
| 2025 | Aldnoah.Zero (Re+)                                               | Inaho Kaizuka            | [ 235 ]                 |
| 2025 | Kimetsu no Yaiba Movie: Mugen Jō-hen 1                           | Tanjirō Kamado           | [ 236 ] [ 237 ] [ 238 ] |
| 2025 | Odekake Kozame Movie: Tokai no Otomodachi                        | Haruto                   | [ 239 ]                 |
| 2025 | Gekijō-ban Chainsaw Man Reze-hen                                 | Beam                     | [ 240 ] [ 241 ] [ 242 ] |
| 2025 | All You Need Is Kill                                             | Keiji Kiriya             | [ 243 ]                 |

#### ONAs
| Año  | Título                                                                      | Rol               | Refs.               |
| ---- | --------------------------------------------------------------------------- | ----------------- | ------------------- |
| 2011 | Golden☆Kids                                                                 | Shunta Hayakawa   | [ 6 ]               |
| 2017 | Yume Ōkoku to Nemureru 100-nin no Ōjisama: Short Stories                    | Makoto; Oka       | [ 52 ] [ 53 ] [ 7 ] |
| 2018 | Mo Dao Zu Shi                                                               | Huaisang Nie      | [ 52 ] [ 53 ] [ 7 ] |
| 2018 | Tales of the Rays Gekijō                                                    | Ickx Neve         | [ 244 ]             |
| 2019 | Tales of the Rays: Everlasting Destiny                                      | Ickx Neve         | [ 52 ] [ 53 ] [ 7 ] |
| 2019 | Mo Dao Zu Shi: Xian Yun Pian                                                | Huaisang Nie      | [ 52 ] [ 53 ] [ 7 ] |
| 2019 | Runway de Waratte Mini Anime                                                | Ikuto Tsumura     | [ 52 ] [ 53 ] [ 7 ] |
| 2019 | Saiki Kusuo no Psi-nan: Saishidō-hen                                        | Reita Toritsuka   | [ 52 ] [ 53 ] [ 7 ] |
| 2020 | Mushikago no Cagaster                                                       | Acht              | [ 245 ]             |
| 2020 | Nakitai Watashi wa Neko o Kaburu                                            | Kento Hinode      | [ 246 ]             |
| 2020 | Hallelujah: Unmei no Sentaku                                                | Hallelujah        | [ 52 ] [ 53 ] [ 7 ] |
| 2020 | Zetsumetsu Kigu-shun.                                                       | Shirokuma-shun    | [ 52 ] [ 53 ] [ 7 ] |
| 2021 | Chūkō Ikkan!! Kimetsu Gakuen Monogatari: Valentine-hen                      | Tanjirō Kamado    | [ 52 ] [ 53 ] [ 7 ] |
| 2021 | Mo Dao Zu Shi: Wanjie Pian                                                  | Huaisang Nie      | [ 52 ] [ 53 ] [ 7 ] |
| 2021 | Fate/kaleid liner Prisma☆Illya Movie: Licht - Namae no Nai Shōjo Mini Anime | Julian Ainsworth  | [ 52 ] [ 53 ] [ 7 ] |
| 2022 | Ani ni Tsukeru Kusuri wa Nai! 5                                             | Sui Wan; Xing Wan | [ 247 ]             |
| 2022 | Romantic Killer                                                             | Hijiri Koganei    | [ 248 ]             |
| 2023 | Fate/Grand Order: Fujimaru Ritsuka wa Wakaranai                             | Kotarō Fūma       | [ 52 ] [ 53 ] [ 7 ] |
| 2023 | Ensemble Stars!! Tsuioku Selection Element                                  | Hiyori Tomoe      | [ 52 ] [ 53 ] [ 7 ] |
| 2023 | Shiguang Dailiren II                                                        | Xiao Liu          | [ 52 ] [ 53 ] [ 7 ] |
| 2023 | Tensei Shitara Slime Datta Ken: Coleus no Yume                              | Yūki Kagurazaka   | [ 249 ] [ 250 ]     |
| 2024 | Wuliao Jiu Wanjie                                                           | Yasen             | [ 52 ] [ 53 ] [ 7 ] |
| 2024 | Dōwa Revenger                                                               | Hajime Kokonoi    | [ 52 ] [ 53 ] [ 7 ] |
| 2025 | Kimetsu no Yaiba x MLB                                                      | Tanjirō Kamado    | [ 52 ] [ 53 ] [ 7 ] |
| 2025 | Tu Bian Yingxiong X                                                         | Lin Ling / Nice   | [ 251 ]             |
| 2025 | Disney: Twisted-Wonderland The Animation - Episode of Heartslabyul          | Riddle Rosehearts | [ 252 ]             |

#### OVAs
| Año  | Título                                                                                               | Rol               | Refs.               |
| ---- | --- | ----------------- | ------------------- |
| 2014 | Noragami OVA                                                                                         | Estudiante B y C  | [ 52 ] [ 53 ] [ 7 ] |
| 2014 | Inari, Konkon, Koi Iroha. Inari, Konkon, Semishigure.                                                | Roro              | [ 52 ] [ 53 ] [ 7 ] |
| 2014 | Diamond no Ace OVA                                                                                   | Haruichi Kominato | [ 253 ]             |
| 2015 | Shigatsu wa Kimi no Uso: Moments                                                                     | Kōsei Arima       | [ 254 ]             |
| 2015 | Gakuen Handsome The Animation                                                                        | Yoshiki Maeda     | [ 255 ]             |
| 2016 | Shokugeki no Sōma OVA                                                                                | Takumi Aldini     | [ 52 ] [ 53 ] [ 7 ] |
| 2016 | Arslan Senki Gaiden                                                                                  | Elam              | [ 52 ] [ 53 ] [ 7 ] |
| 2016 | Star-Myu OVA                                                                                         | Yūta Hoshitani    | [ 52 ] [ 53 ] [ 7 ] |
| 2016 | Diamond no Ace: Second Season OVA                                                                    | Haruichi Kominato | [ 52 ] [ 53 ] [ 7 ] |
| 2016 | Strike the Blood II                                                                                  | Meiga Itogami     | [ 256 ]             |
| 2017 | Days OVA                                                                                             | Shūji Narukami    | [ 52 ] [ 53 ] [ 7 ] |
| 2017 | Shokugeki no Sōma: Ni no Sara OVA                                                                    | Takumi Aldini     | [ 52 ] [ 53 ] [ 7 ] |
| 2018 | Shokugeki no Sōma: San no Sara - Kyokuseiryō no Erina                                                | Takumi Aldini     | [ 52 ] [ 53 ] [ 7 ] |
| 2018 | Masamune-kun no Revenge: Uchi no Mama ni Kagitte/Tsunade Shima, Futatabi./12-Ji wo Sugita Cinderella | Masamune Makabe   | [ 52 ] [ 53 ] [ 7 ] |
| 2018 | Starmyu in Halloween                                                                                 | Yūta Hoshitani    | [ 52 ] [ 53 ] [ 7 ] |
| 2018 | Strike the Blood III                                                                                 | Meiga Itogami     | [ 257 ]             |
| 2019 | Senjūshi: Kijūshi-tachi no Happy Birthday!                                                           | Margarita         | [ 52 ] [ 53 ] [ 7 ] |
| 2020 | Fate/Grand Carnival                                                                                  | Kotarō Fūma       | [ 52 ] [ 53 ] [ 7 ] |
| 2023 | Stand My Heroes: Warmth of Memories                                                                  | Kōtarō Yui        | [ 52 ] [ 53 ] [ 7 ] |

#### Especiales
| Año  | Título                                                                  | Rol                      | Refs.               |
| ---- | ----------------------------------------------------------------------- | ------------------------ | ------------------- |
| 2014 | Kenzen Robo Daimidaler Specials                                         | Shōma Ameku              | [ 52 ] [ 53 ] [ 7 ] |
| 2014 | Sword Art Online II: Debriefing                                         | Kyōji Shinkawa / Spiegel | [ 52 ] [ 53 ] [ 7 ] |
| 2014 | Sekai Seifuku: Bōryaku no Zvezda - Shin Zvezda Daisakusen               | Asuta Jimon / Dva        | [ 52 ] [ 53 ] [ 7 ] |
| 2014 | Tari Tari: Kumottari, Kagayaitari, Mata Itsuka Utattari                 | Atsuhiro Maeda           | [ 52 ] [ 53 ] [ 7 ] |
| 2015 | Aldnoah.Zero Extra Archives                                             | Inaho Kaizuka            | [ 52 ] [ 53 ] [ 7 ] |
| 2015 | Arslan Senki: Tsuioku no Shō - Dakkan no Yaiba                          | Elam                     | [ 52 ] [ 53 ] [ 7 ] |
| 2015 | Arslan Senki: Arsen 4-koma Gekijō                                       | Elam                     | [ 52 ] [ 53 ] [ 7 ] |
| 2016 | Arslan Senki: Fūjin Ranbu - Arsen 4-koma Gekijō                         | Elam                     | [ 52 ] [ 53 ] [ 7 ] |
| 2016 | Fate/kaleid liner Prisma☆Illya 3rei!! Specials                          | Julian Ainsworth         | [ 52 ] [ 53 ] [ 7 ] |
| 2016 | Kigyō Senshi Arslan                                                     | Elam                     | [ 52 ] [ 53 ] [ 7 ] |
| 2017 | Fate/Apocrypha Recaps                                                   | Sieg                     | [ 52 ] [ 53 ] [ 7 ] |
| 2018 | Kujira no Kora wa Sajō ni Manabu!                                       | Chakuro                  | [ 52 ] [ 53 ] [ 7 ] |
| 2018 | Black Clover: Jump Festa 2018 Special                                   | Rill Boismortier         | [ 52 ] [ 53 ] [ 7 ] |
| 2018 | Saiki Kusuo no Psi-nan: Kanketsu-hen                                    | Reita Toritsuka          | [ 52 ] [ 53 ] [ 7 ] |
| 2020 | Chūkō Ikkan!! Kimetsu Gakuen Monogatari: Kimetsu no Utage Tokubetsu-hen | Tanjirō Kamado           | [ 52 ] [ 53 ] [ 7 ] |
| 2021 | Shingeki no Kyojin: The Final Season Specials                           | Falco Grice              | [ 52 ] [ 53 ] [ 7 ] |
| 2022 | Vanitas no Carte: Le Chemin Parcouru Depuis la Rencontre                | Vanitas                  | [ 52 ] [ 53 ] [ 7 ] |
| 2022 | Vanitas no Carte: En Route Pour le Gévaudan                             | Vanitas                  | [ 52 ] [ 53 ] [ 7 ] |
| 2024 | Tensei Shitara Slime Datta Ken: Kanwa - Luminous Memories               | Yūki Kagurazaka          | [ 52 ] [ 53 ] [ 7 ] |
| 2024 | Nier: Automata Ver1.1a Part 2: Chapter. 13-18 Chōsa Report              | 9S                       | [ 52 ] [ 53 ] [ 7 ] |
| 2025 | Undead Unluck: Winter-hen                                               | Shen Xiang               | [ 258 ]             |
| 2025 | Aldnoah.Zero: Ame no Danshō - The Penultimate Truth                     | Inaho Kaizuka            | [ 52 ] [ 53 ] [ 7 ] |

### Videojuegos
| Año  | Título                                                     | Rol                                                               | Refs.           |
| ---- | ---------------------------------------------------------- | ----------------------------------------------------------------- | --------------- |
| 2010 | Brave Cross                                                |                                                                   | [ 7 ]           |
| 2013 | Snow Bound Land                                            | Will                                                              | [ 259 ]         |
| 2013 | Boy Friend Beta                                            | Naokage Yoshiya                                                   | [ 260 ]         |
| 2014 | Amnesia                                                    | Nova                                                              | [ 261 ]         |
| 2014 | Ayakashi Koigikyoku                                        | U/KI (Yuki)                                                       | [ 262 ]         |
| 2014 | Clover Toshokan no Jūnintachi                              | Riku                                                              | [ 263 ]         |
| 2014 | Core Masters                                               | Londemark                                                         | [ 264 ]         |
| 2014 | Medabots 8 Kabuto Ver./Kuwagata Ver.                       | Salt / Soruto                                                     | [ 265 ]         |
| 2014 | Rage of Bahamut                                            | Sorceror Miguel, Pain Immortal                                    | [ 266 ]         |
| 2014 | Koe Kare ~Meeting You After School~                        | Hinata Kasuga                                                     | [ 267 ]         |
| 2015 | Fantasy Earth: Zero                                        | Chico tranquilo II, Chico amigable I                              | [ 7 ]           |
| 2015 | Tōken Ranbu                                                | Higekiri                                                          | [ 268 ]         |
| 2015 | Dragon Ball XenoVerse                                      | Jaco el Patrullero Galáctico, Patrullero del Tiempo (Masculino 2) | [ 269 ]         |
| 2015 | Tokyo Ghoul: Carnaval                                      | Ken Kaneki                                                        | [ 270 ]         |
| 2015 | Taishō×Taishō Alice                                        | Ōkami                                                             | [ 271 ]         |
| 2015 | Yume Ōkoko to Nemureru 100-ri no Ōji-sama                  | Makoto, Ōka                                                       | [ 272 ] [ 273 ] |
| 2015 | Poitto Hero                                                | Axelina, Allen, Charon, George, Lobelia                           | [ 274 ]         |
| 2015 | Yome Collection                                            | Inaho Kaizuka                                                     | [ 275 ]         |
| 2015 | Royal Flush Heroes                                         | "Kasshoku no Kikōshi" Xelha                                       | [ 276 ]         |
| 2015 | Clover Toshokan no Jūnintachi II                           | Riku                                                              | [ 263 ]         |
| 2015 | Possession Magenta                                         | Osamu Shirota                                                     | [ 277 ]         |
| 2015 | I-Chū                                                      | Noah                                                              | [ 278 ]         |
| 2015 | Tokyo Otome Restaurant                                     | Akane Kadokura                                                    | [ 279 ]         |
| 2015 | Dengeki Bunko: Fighting Climax Ignition                    | Qwenthur Barbotage                                                | [ 280 ]         |
| 2015 | Prince of Stride                                           | Yū Kamoda, Ryō Izumino                                            | [ 281 ] [ 282 ] |
| 2015 | School of Ragnarok                                         | Ivor de Dacant                                                    | [ 283 ]         |
| 2015 | Dragon's Dogma Online                                      | Elliott                                                           | [ 284 ]         |
| 2015 | Saga of Ishtaria                                           | Finn, Hermes                                                      | [ 285 ] [ 286 ] |
| 2015 | Yumeiro Cast                                               | Iori Fujimura                                                     | [ 287 ]         |
| 2015 | Tokyo Ghoul: JAIL                                          | Ken Kaneki                                                        | [ 288 ]         |
| 2015 | Arslan: The Warriors of Legend                             | Elam                                                              | [ 289 ]         |
| 2015 | Pop Up Story ~Mahō no Hon to Seiki no Gakuen~              | Ziz Glover                                                        | [ 290 ]         |
| 2015 | Bad Apple Wars                                             | Satoru                                                            | [ 291 ]         |
| 2015 | Sangoku: Cross Saga ~Sōten no Kizuna~                      | Protagonista                                                      | [ 292 ]         |
| 2015 | Genpei Renaigumi Eden                                      | Fujiwara no Yorinaga                                              | [ 293 ]         |
| 2015 | Shokugeki no Sōma: Yūjō to Kizuna no Hitosara              | Takumi Aldini                                                     | [ 294 ]         |
| 2015 | Hortensia Saga -Ao no Kishidan-                            | Fred                                                              | [ 295 ]         |
| 2016 | Sangoku Brave                                              | Zhao Yun                                                          | [ 296 ]         |
| 2016 | SENTAMA                                                    | Maeda Toshiie, Ranmaru Mori                                       | [ 297 ] [ 298 ] |
| 2016 | Shironeko Project                                          | Umarus Feadestal, Viper Nightadder, Starter Nukki                 | [ 299 ]         |
| 2016 | Period Cube ~Shackles of Amadeus~                          | Libera                                                            | [ 300 ]         |
| 2016 | Collar × Malice                                            | Akito Sera                                                        | [ 301 ]         |
| 2016 | Fate/Grand Order                                           | Fūma Kotarō, Sieg                                                 | [ 7 ]           |
| 2016 | Wanderer of Phantasia                                      | Akechi Mitsuhide                                                  | [ 302 ]         |
| 2016 | GARM STRUGGLE ~Kyō Kusari no Ban Inu~                      | Kiori Adashino                                                    | [ 303 ]         |
| 2016 | Last Period                                                | Haru                                                              | [ 304 ]         |
| 2016 | Gate of Rebellion                                          | Sabiku                                                            | [ 305 ]         |
| 2016 | The Alchemist Code                                         | Logi Crowley                                                      | [ 306 ]         |
| 2016 | Tales of the Rays                                          | Ix Neve                                                           | [ 307 ]         |
| 2016 | Band Yarouze!                                              | Ray Cephart                                                       | [ 308 ]         |
| 2016 | Fortissimo                                                 | Towa Morishima                                                    | [ 309 ]         |
| 2016 | League of Legends                                          | Ziggs, Veigar, Heimerdinger                                       | [ 310 ]         |
| 2017 | Fire Emblem Heroes                                         | Alm                                                               | [ 284 ]         |
| 2017 | Nier: Automata                                             | YoRHa No. 9 Type S (9S)                                           | [ 311 ] [ 284 ] |
| 2017 | Fire Emblem Echoes: Shadows of Valentia                    | Alm                                                               | [ 284 ]         |
| 2017 | The Alchemist Code                                         | Logi Crowley                                                      | [ 7 ]           |
| 2017 | Tsukino Paradise                                           | Rikka Sera                                                        | [ 7 ]           |
| 2017 | B-Project: Muteki＊Dangerous                               | Yūta Ashū                                                         | [ 7 ]           |
| 2017 | Ikemen Kakumei: Alice to Koi no Mahou                      | Jonah Clemence                                                    | [ 7 ]           |
| 2017 | Ensemble Stars!                                            | Hiyori Tomoe                                                      | [ 7 ]           |
| 2017 | Akane-sasu Sekai de Kimi to Utau                           | Tokugawa Yoshimune                                                | [ 7 ]           |
| 2018 | PopoloCrois Story Narcia's and the Fairy's Flute           | Alba                                                              | [ 7 ]           |
| 2018 | Food Fantasy                                               | Crab Long Bao, Hotdog, Salad                                      | [ 7 ]           |
| 2018 | DREAM!ing                                                  | Senri Nito                                                        | [ 7 ]           |
| 2019 | Atelier Lulua: The Scion of Arland                         | Kristoff Aurel Arland                                             | [ 312 ]         |
| 2019 | Granblue Fantasy                                           | Geo                                                               | [ 7 ]           |
| 2019 | Another Eden                                               | Mighty                                                            | [ 7 ]           |
| 2019 | Dragon Quest XI S                                          | Norberto (Cuando era adolescente)                                 | [ 7 ]           |
| 2019 | Tokyo Ghoul: re Call to Exist                              | Ken Kaneki / Haise Sasaki                                         | [ 7 ]           |
| 2019 | Punishing: Gray Raven                                      | Changyu                                                           | [ 7 ]           |
| 2020 | Disney: Twisted-Wonderland                                 | Riddle Rosehearts                                                 | [ 7 ]           |
| 2020 | Illusion connect – Bontemmaru                              | Juegos de superprismas                                            | [ 7 ]           |
| 2020 | Dragalia Lost                                              | Sylas                                                             | [ 7 ]           |
| 2021 | Monster Hunter Rise                                        | Buddy Handler Iori                                                | [ 7 ]           |
| 2021 | Rune Factory 5                                             | Reinhard                                                          | [ 7 ]           |
| 2021 | Demon Slayer: Kimetsu no Yaiba – The Hinokami Chronicles   | Tanjirō Kamado                                                    | [ 7 ]           |
| 2021 | Gate of Nightmares                                         | Oliver S. Estrea                                                  | [ 313 ]         |
| 2022 | Octopath Traveler: Champions of the Continent              | YoRHa No. 9 Type S (9S), Sail                                     | [ 314 ]         |
| 2022 | Star Ocean: The Divine Force                               | Albaird                                                           | [ 315 ]         |
| 2022 | Arena of Valor                                             | Tanjiro Kamado                                                    | [ 7 ]           |
| 2022 | Valkyrie Elysium                                           | Armand                                                            | [ 316 ]         |
| 2022 | Fitness Runners                                            | Ray                                                               | [ 317 ]         |
| 2022 | Ninja Must Die                                             | Kuro                                                              | [ 318 ]         |
| 2024 | Wuthering Waves                                            | Lingyang                                                          | [ 319 ]         |
| 2024 | Reynatis                                                   | Kiichirou Ukai                                                    | [ 320 ]         |
| 2024 | Metaphor: ReFantazio                                       | Protagonista (Will)                                               | [ 321 ]         |
| 2024 | Identity V                                                 | Matthias Czernin (Titiritero)                                     | [ 322 ]         |
| 2025 | Dead by Daylight                                           | Ken Kaneki / The Ghoul                                            | [ 323 ]         |
| 2025 | Racing Master                                              | Ken Kaneki                                                        | [ 324 ]         |
| 2025 | Demon Slayer: Kimetsu no Yaiba – The Hinokami Chronicles 2 | Tanjirō Kamado                                                    | [ 325 ]         |
| TBA  | Devil Prince and Puppet                                    | Fiori                                                             | [ 326 ]         |

### CD Dramas
| Título                                                                | Rol              | Refs.   |
| --------------------------------------------------------------------- | ---------------- | ------- |
| Amaku Yasashī Sekai de Ikiru ni wa                                    | Balad Robe       | [ 327 ] |
| Chi to Chocolate                                                      | Arisu Kagamihara | [ 328 ] |
| Crest of the Royal Family                                             | Luca             | [ 329 ] |
| Dandara Gohan                                                         | Sōji Okita       | [ 330 ] |
| Dear Vocalist                                                         | (2)YOU           | [ 331 ] |
| Dear Vocalist Riot                                                    | (2)YOU           | [ 332 ] |
| Dear Vocalist Wired                                                   | (2)YOU           | [ 333 ] |
| Dear Vocalist Xtreme                                                  | (2)YOU           | [ 334 ] |
| Dear Vocalist Evolve                                                  | (2)YOU           | [ 335 ] |
| Ichioku-nen Button wo Rendashita Ore wa, Kizuitara Saikyō ni Natteita | Allen Rodol      | [ 336 ] |
| Ikki Tōsen!?                                                          | Cao Cao Mengde   | [ 337 ] |
| Ijin Idol Project Rekising♪ Second Season                             | Yōdō             | [ 338 ] |
| Keishichō Battō-ka                                                    | Usagi Chamamori  | [ 339 ] |
| Kōcha Ōji                                                             | Earl Grey        | [ 340 ] |
| Koisuru Shirokuma (Boku ga kimi o mamoru yo)                          | Azarashi-kun     | [ 341 ] |
| Komomo Confiserie                                                     | Yuri             | [ 342 ] |
| Mobile Suit Gundam: Iron-Blooded Orphans Episode Drama                | Biscuit Griffon  | [ 343 ] |
| Ōjisama ni wa Doku ga Aru.                                            | Sōta Nanami      | [ 344 ] |
| Paradox Live                                                          | Ryu Natsume      | [ 345 ] |
| Uchi no Isōrō ga Sekai wo Shōaku Shiteiru!                            | Naoya Kasatori   | [ 346 ] |
| √3＝ (Hitonami ni Ogore ya Onago)                                     | Gomafun Ten’gyū  | [ 347 ] |

### Doblaje

#### Acción real

##### Películas
| Año  | Título                | Rol             | Doblaje de voz para | Refs.   |
| ---- | --------------------- | --------------- | ------------------- | ------- |
| 2018 | Pacific Rim: Uprising | Suresh          | Karan Brar          | [ 348 ] |
| 2019 | Detention             | Wei Chung-ting  | Tseng Jing-hua      | [ 349 ] |
| 2020 | Artemis Fowl          | Artemis Fowl II | Ferdia Shaw         | [ 350 ] |
| 2020 | A Gift from Bob       | Ben             | Stefan Race         | [ 351 ] |
| 2020 | Monster Hunter        | Axe             | MC Jin              | [ 352 ] |
| 2021 | Cruella               | Artie           | John McCrea         | [ 353 ] |
| 2024 | Deadpool & Wolverine  | Headpool        | Nathan Fillion      | [ 354 ] |

##### Series de televisión
| Año       | Título      | Rol         | Doblaje de voz para | Refs.   |
| --------- | ----------- | ----------- | ------------------- | ------- |
| 2014–2016 | Hank Zipzer | Hank Zipzer | Nick James          | [ 355 ] |
| 2020–2024 | Alex Rider  | Alex Rider  | Otto Farrant        | [ 356 ] |

#### Animación

##### Películas
| Año  | Título             | Rol          | Refs.   |
| ---- | ------------------ | ------------ | ------- |
| 2016 | Bailarina          | Victor       | [ 357 ] |
| 2022 | Red                | Devon        | [ 358 ] |
| 2024 | Inside Out 2       | Pouchy       | [ 359 ] |
| 2024 | The Garfield Movie | Jon Arbuckle | [ 360 ] |

##### Series de televisión
| Año       | Título            | Rol                   | Refs.   |
| --------- | ----------------- | --------------------- | ------- |
| 2021–2024 | Arcane            | Cecil B. Heimerdinger | [ 361 ] |
| 2022      | The Cuphead Show! | Cuphead               | [ 362 ] |

## Discografía

### Sencillos
Como actor de voz de Haruichi Kominato en Diamond no Ace.
- "CLOUD NINE", junto a Ryōta Ōsaka y Nobunaga Shimazaki, utilizado como tema de cierre de los episodios 38 a 51 de la serie de anime Diamond no Ace.
- "PROMISED FIELD", junto a Ryōta Ōsaka y Nobunaga Shimazaki, utilizado como tema de cierre de los episodios 52 a 63 de la serie de anime Diamond no Ace.
- "FINAL VICTORY", junto a Ryōta Ōsaka y Nobunaga Shimazaki, utilizado como tema de cierre de los episodios 64 a 75 de la serie de anime Diamond no Ace.
- "PROMISED FIELD", junto a Ryōta Ōsaka y Nobunaga Shimazaki, utilizado como tema de cierre de los episodios 1 a 2 de la OVA de anime Diamond no Ace OVA.
- "FINAL VICTORY", junto a Ryōta Ōsaka y Nobunaga Shimazaki, utilizado como tema de cierre del episodio 3 de la OVA de anime Diamond no Ace OVA.
- "CLOUD NINE", junto a Ryōta Ōsaka y Nobunaga Shimazaki, utilizado como tema de cierre del episodio 2 de la serie de anime Diamond no Ace: Second Season.
- "PROMISED FIELD", junto a Ryōta Ōsaka y Nobunaga Shimazaki, utilizado como tema de cierre del episodio 3 de la serie de anime Diamond no Ace: Second Season.
- "BLUE WINDING ROAD", junto a Ryōta Ōsaka, Nobunaga Shimazaki, Yoshitsugu Matsuoka y Shōta Aoi, utilizado como tema de cierre de los episodios 14 a 16 de la serie de anime Diamond no Ace: Second Season.

Como actor de voz de Atsuhiro Maeda en Tari Tari.
- "Itsumademo Kagayaki wo" (いつまでも輝きを?), junto a Ayahi Takagaki, Asami Setō, Saori Hayami y Nobunaga Shimazaki, utilizado como tema de cierre del especial de anime Tari Tari: Kumottari, Kagayaitari, Mata Itsuka Utattari.

Como actor de voz de Merry en Makura no Danshi.
- "Makura no Danshi" (枕男子?), utilizado como tema de apertura de la serie de anime Makura no Danshi.

Como actor de voz de Yūta Hoshitani en Star-Myu.
- "Seishun Countdown" (星瞬COUNTDOWN?), junto a Kenshō Ono, Arthur Lounsbery, Yoshimasa Hosoya y Tomoaki Maeno, utilizado como tema de cierre de los episodios 1 a 4 y 6 a 11 de la serie de anime Star-Myu.
- "Gojūsō ～Quintet～" (五重奏 ～クインテット～?), junto a Kenshō Ono, Arthur Lounsbery, Yoshimasa Hosoya y Tomoaki Maeno, utilizado como tema de cierre del episodio 5 de la serie de anime Star-Myu.
- "☆☆Eien ★STAGE☆☆" (☆☆永遠★STAGE☆☆?), junto a Kenshō Ono, Arthur Lounsbery, Yoshimasa Hosoya y Tomoaki Maeno, utilizado como tema de cierre del episodio 12 de la serie de anime Star-Myu.
- "Ayanagi Showtime", junto a Kenshō Ono, Arthur Lounsbery, Yoshimasa Hosoya y Tomoaki Maeno, utilizado como canción insertada del episodio 6 de la serie de anime Star-Myu.
- "Hoshi no Stride ~Otori duo Ver.~" (星のストライド?), junto a Jun'ichi Suwabe, utilizado como canción insertada del episodio 11 de la serie de anime Star-Myu.
- "Hoshi no Stride" (星のストライド?), utilizado como canción insertada del episodio 1 de la serie de anime Star-Myu.
- "Ready→Steady→Dream!", junto a Kenshō Ono, Arthur Lounsbery, Yoshimasa Hosoya y Tomoaki Maeno, utilizado como canción insertada del episodio 8 de la serie de anime Star-Myu.
- "Stardust Movement" (星屑ムーブメント?), junto a Kenshō Ono, Arthur Lounsbery, Yoshimasa Hosoya y Tomoaki Maeno, utilizado como canción insertada del episodio 10 de la serie de anime Star-Myu.
- "Yume Iro ~team Ootori ver.~" (ユメ・イロ～team鳳Ver.～?), junto a Kenshō Ono, Arthur Lounsbery, Yoshimasa Hosoya y Tomoaki Maeno, utilizado como primer tema de apertura de la OVA de anime Star-Myu OVA.
- "C☆ngratulations!~team Hiiragi Ver.~" (C☆ngratulations!～team鳳Ver.～?), junto a Kenshō Ono, Arthur Lounsbery, Yoshimasa Hosoya y Tomoaki Maeno, utilizado como segundo tema de apertura de la OVA de anime Star-Myu OVA.
- "Gift ～Team Otori Ver.～", junto a Kenshō Ono, Arthur Lounsbery, Yoshimasa Hosoya y Tomoaki Maeno, utilizado como tema de cierre de los episodios 1 a 11 de la serie de anime Star-Myu 2nd Season.
- "☆☆Eien ★STAGE☆☆" (☆☆永遠★STAGE☆☆?), junto a Kenshō Ono, Arthur Lounsbery, Yoshimasa Hosoya y Tomoaki Maeno, utilizado como tema de cierre del episodio 12 de la serie de anime Star-Myu 2nd Season.
- "Growin’ Up", junto a Kenshō Ono, Arthur Lounsbery, Yoshimasa Hosoya y Tomoaki Maeno, utilizado como canción insertada del episodio 11 de la serie de anime Star-Myu 2nd Season.
- "Hanamichi ∞ Go All Out!" (花道 ∞ Go All Out!!?), junto a Kenn, Kenshō Ono, Yoshimasa Hosoya, Tomoaki Maeno y Yoshitsugu Matsuoka, utilizado como canción insertada del episodio 4 de la serie de anime Star-Myu 2nd Season.
- "Knock on Dream!", junto a Nobunaga Shimazaki, utilizado como canción insertada del episodio 8 de la serie de anime Star-Myu 2nd Season.
- "Miracle Catcher", junto a Jun'ichi Suwabe y Daisuke Hirakawa, utilizado como canción insertada del episodio 10 de la serie de anime Star-Myu 2nd Season.
- "RISING STAR" , utilizado como canción insertada del episodio 3 de la serie de anime Star-Myu 2nd Season.
- "Shadow&Lights", junto a Jun'ichi Suwabe y Daisuke Hirakawa, utilizado como canción insertada del episodio 7 de la serie de anime Star-Myu 2nd Season.
- "straightforward", junto a Arthur Lounsbery y Toshiyuki Morikawa, utilizado como canción insertada del episodio 5 de la serie de anime Star-Myu 2nd Season.

Como actor de voz de Ryūji en Shōnen Maid.
- "Zutto Only You" (ずっとOnly You?), junto a Kazutomi Yamamoto y Taku Yashiro, utilizado como tema de cierre de la serie de anime Shōnen Maid.

Como actor de voz de Yūta Ashū en B-Project.
- "Kodō Ambitious" (鼓動＊アンビシャス?), junto a Daisuke Kishio, Daisuke Ono, Genki Ōkawa, Kazuki Katō, Showtaro Morikubo, Tetsuya Kakihara, Toshiki Masuda, Toshiyuki Toyonaga y Yūto Uemura, utilizado como tema de apertura de la serie de anime B-Project: Kodō*Ambitious.

Como actor de voz de Kotarō Enomoto en Suki ni Naru Sono Shunkan wo. Kokuhaku Jikkō Iinkai.
- "Ima Suki ni Naru.-triangle story-", utilizado como canción insertada de la película de anime Suki ni Naru Sono Shunkan wo. Kokuhaku Jikkō Iinkai.

Como actor de voz de Aoi Nishina en Room Mate.
- "Kimiiro Smile" (君色スマイル?), junto a Tomoaki Maeno y Kōsuke Toriumi, utilizado como tema de cierre de la serie de anime Room Mate.

Como actor de voz de Toyotomi Hideyoshi en Sengoku Night Blood.
- "Tenge Zekkei" (天華絶景?), junto a Daiki Yamashita, Katsuyuki Konishi, Kōsuke Toriumi, Toshiyuki Morikawa y Yūichirō Umehara, utilizado como tema de apertura de la serie de anime Sengoku Night Blood.
- "HEN-GEN-JI-ZAI",  utilizado como tema de cierre de los episodios 1, 2, 5 y 11 de la serie de anime Sengoku Night Blood.
- "Gekka no Koku" (月牙ノ刻?), junto a Daiki Yamashita, Katsuyuki Konishi, Kōsuke Toriumi, Toshiyuki Morikawa y Yūichirō Umehara, utilizado como tema de cierre del episodio 12 de la serie de anime Sengoku Night Blood.

Como actor de voz de Rikka Sera en Tsukiuta.
- "Burny!!!", junto a SolidS, utilizado como tema de apertura de los episodios 1, 5 y 9 de la serie de anime Tsukipro The Animation.
- "Ōka Ranman" (桜花爛漫?), junto a SolidS, utilizado como tema de cierre del episodio 1 de la serie de anime Tsukipro The Animation.
- "Back On Track", junto a SolidS, utilizado como tema de cierre del episodio 5 de la serie de anime Tsukipro The Animation.
- "Unmei o Koeru Venga" (運命を越える”Venga”?), junto a SolidS, utilizado como tema de cierre del episodio 9 de la serie de anime Tsukipro The Animation.
- "Back On Track", junto a SolidS, utilizado como canción insertada del episodio 13 de la serie de anime Tsukipro The Animation.
- "Burny!!!", junto a SolidS, utilizado como canción insertada del episodio 13 de la serie de anime Tsukipro The Animation.
- "CRAZY BABY SHOW", junto a SolidS, utilizado como canción insertada del episodio 1 de la serie de anime Tsukipro The Animation.
- "Dear Dreamer,", junto a SOARA, Growth, SolidS y QUELL, utilizado como canción insertada de la serie de anime Tsukipro The Animation.
- "KARA DA KARA", junto a SolidS, utilizado como canción insertada del episodio 6 de la serie de anime Tsukipro The Animation.
- "Midnight Mystery", junto a SolidS, utilizado como canción insertada del episodio 5 de la serie de anime Tsukipro The Animation.
- "Ōka Ranman" (桜花爛漫?), junto a SolidS, utilizado como canción insertada del episodio 13 de la serie de anime Tsukipro The Animation.
- "Shall We Dance?", junto a Yūichirō Umehara, utilizado como canción insertada del episodio 1 de la serie de anime Tsukipro The Animation.
- "Tokyo LOVE Junkie" (東京LOVEジャンキー?), junto a SolidS, utilizado como canción insertada del episodio 1 de la serie de anime Tsukipro The Animation.
- "Unmei o Koeru Venga" (運命を越える”Venga”?), junto a SolidS, utilizado como canción insertada de los episodios 12 y 13 de la serie de anime Tsukipro The Animation.

Como actor de voz del Duque de la Muerte en Shinigami Bocchan to Kuro Maid.
- "Mangetsu to Silhouette no Yoru" (満月とシルエットの夜?), junto a Ayumi Mano, utilizado como tema de apertura de la serie de anime Shinigami Bocchan to Kuro Maid.[363]
- "Kimi to Revue" (君とレヴュー?), junto a Ayumi Mano, utilizado como tema de apertura de la serie de anime Shinigami Bocchan to Kuro Maid 2nd Season.[364]

Como actor de voz de Milo Nekoyanagi en Sabikui Bisco.
- "Hōkō" (咆哮?), junto a Ryōta Suzuki, utilizado como tema de cierre de la serie de anime Sabikui Bisco.[365]

A continuación se muestran sencillos bajo su propio nombre.
- "Seishun wa Zankoku janai" (青春は残酷じゃない?), utilizado como primer tema de apertura de los de la serie de anime Saiki Kusuo no Psi-nan.[366]
- "Kokoro" (こころ?), utilizado como segundo tema de cierre de la serie de anime Saiki Kusuo no Psi-nan.[367]

## Premios y nominaciones
| Año  | Premios                   | Categoría                             | Resultado | Refs.   |
| ---- | ------------------------- | ------------------------------------- | --------- | ------- |
| 2015 | Seiyū Awards              | Mejores Actores Revelación            | Ganador   | [ 25 ]  |
| 2017 | Seiyū Awards              | Mejor Personalidad de Radio           | Ganador   | [ 29 ]  |
| 2019 | Newtype Anime Awards      | Mejor Actor de Voz Masculino          | Ganador   | [ 30 ]  |
| 2020 | Seiyū Awards              | Mejor Actor Principal                 | Ganador   | [ 30 ]  |
| 2020 | Yahoo Japan Search Awards | Actores de Voz                        | Ganador   | [ 32 ]  |
| 2022 | Crunchyroll Anime Awards  | Mejor Interpretación de Voz (Japonés) | Nominado  | [ 368 ] |
| 2023 | Crunchyroll Anime Awards  | Mejor Interpretación de Voz (Japonés) | Nominado  | [ 369 ] |
| 2023 | Seiyū Awards              | Premio Influencer                     | Ganador   | [ 34 ]  |
| 2025 | Crunchyroll Anime Awards  | Mejor Interpretación de Voz (Japonés) | Nominado  | [ 370 ] |

## Trabajos citados
- 宇宙船 (en japonés) (ホビージャパン). vol.187 (（WINTER 2024.冬）). 27 de diciembre de 2024. ISBN 978-4-7986-3716-7.
- OFFICIAL PERFECT BOOK BOONBOOMGER BAKUAGE ALL RIGHT 爆上戦隊ブンブンジャー 公式完全読本 爆上往来. ホビージャパンMOOK (en japonés). 東京: ホビージャパン. 1 de julio de 2025. ISBN 978-4-7986-3876-8.